# Luis Federico Leloir
Luis Federico Leloir (París, França 1906 - Buenos Aires, Argentina 1987) fou un metge i bioquímic argentí que fou guardonat amb el Premi Nobel de Química l'any 1970. La seva investigació més rellevant, i per la qual va obtenir la distinció que li va atorgar fama internacional, se centra en els nucleòtids de sucre, i el rol que compleixen en la fabricació dels hidrats de carboni. Després de la seva troballa es van assolir entendre de forma acabada els detalls de la malaltia congènita galactosèmia.

## Biografia
Va néixer el 6 de setembre de 1906 a la ciutat de París, una setmana després de la mort del seu pare i durant la visita que aquest havia fet a França per ser operat en un hospital. El 1908 va tornar a l'Argentina, on va viure al costat dels seus 8 germans en les extenses terres de Les Pampes que els seus avantpassats havien comprat després de la seva immigració des del País Basc. Va aprendre a llegir als quatre anys, i des d'aquell moment s'interessà pels temers relacionats amb les ciències naturals i la biologia.
Luis Federico Leloir va morir a la seva residència de Buenos Aires el 2 de desembre de 1987, després d'un infart de miocardi.

## Recerca científica

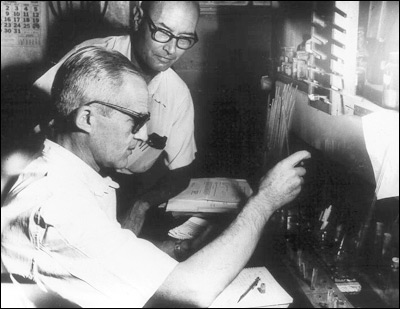
Luis Leloir i Carlos Eugenio Cardini a l'Institut Campomar l'any 1960.

Va iniciar la carrera d'arquitectura a l'Institut Politècnic de París, però l'abandonà al segon curs. El 1932 va llicenciar-se en medicina a la Universitat de Buenos Aires, on es doctorà el 1934 sota la supervisió de Bernardo Alberto Houssay amb una tesi sobre les glàndules suprarenals i el metabolisme dels hidrats de carboni. El 1936 viatjà a Anglaterra per treballar al Laboratori de Bioquímica de la Universitat de Cambridge sota la supervisió del Premi Nobel de Medicina o Fisiologia Frederick Gowland Hopkins i centrant-se en l'enzimologia, especialment del cianur i el pirofosfat. Al seu retorn a l'Argentina l'any 1937 va dedicar-se a l'oxidació dels àcids grassos a l'Institut de Fisiologia de Buenos Aires.
El 1943 va haver d'abandonar Argentina per donar suport al seu col·lega Houssay, el qual havia signat una carta d'opossició a l'Alemanya nazi i al suport militar que li havia concedit el comandant Pedro Pablo Ramírez, president de l'Argentina entre 1943 i 1944. Leloir s'exilià als Estats Units, on es feu càrrec com a investigador associat del Departament de Farmacologia de la Universitat de Washington, situada a Seattle, al costat de Carl Cori, Gerti Cori i el mateix Houssay, i posteriorment al College of Physicians and Surgeons de la Universitat de Colúmbia a Nova York. El 1945 retornà al seu país per dirigir des de l'any 1947 l'Institut d'Investigacions Bioquímiques de la Fundación Campomar, avui dia conegut com a Institut Leloir.
A la dècada del 1940 va realitzar amb èxit experiments que van revelar les rutes químiques en la síntesi de sucres en llevats amb equips d'investigació de molt baix cost. Previ a les seves investigacions es creia que per a poder estudiar una cèl·lula no se la podia disgregar de l'organisme que l'albergava, gràcies a la seva recerca va demostrar que aquesta teoria pasteuriana era falsa.
Des de 1947 va formar un grup de recerca al costat de Rawell Caputo, Enrico Cabib, Raúl Trucco, Alejandro Paladini, Carlos Cardini i José Luis Reissig, amb els quals va investigar i va descobrir el motiu pel qual el ronyó impulsa la hipertensió arterial quan està malalt. Aquest mateix any, el seu company de laboratori Rawell Caputo li va plantejar un problema que tenia en les seves investigacions biològiques sobre la glàndula mamària, i que gràcies a l'ajuda del becari Alejandro Paladini van assolir l'aïllament de la substància anomenada difosfat d'uridina a través de la cromatografia i, per tant, entendre el procés d'emmagatzematge dels carbohidrats i la seva transformació en reserves d'energia. A principis del 1948 l'equip de Leloir va identificar els sucres carnucleòtids, compostos que ocupen un paper fonamental en el metabolisme dels hidrats de carboni, i que va convertir l'Institut d'Investigacions Bioquímiques en un centre mundialment reconegut.

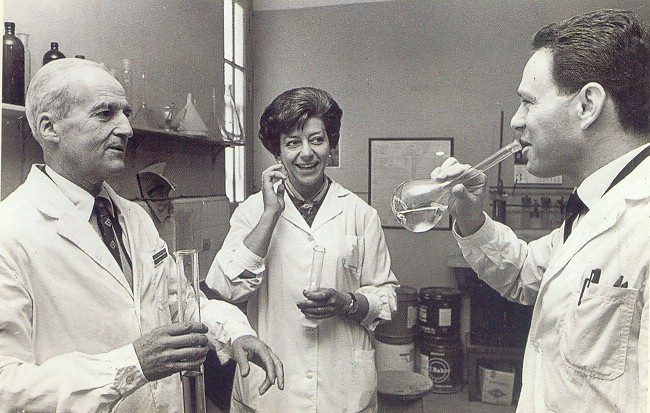
Leloir celebrant al costat del seus col·laboradors el 10 d'octubre de 1970, dia en el qual li fou concedit el Premi Nobel.

El 1958 arribà a un acord amb la Facultat de Ciències Exactes i Naturals de la Universitat de Buenos Aires per crear l'Institut d'Investigacions Bioquímiques de la mateixa universitat, esdevenint Leloir professor titular. La seva voluntat d'investigació va superar les dificultats econòmiques afrontades per l'Institut. Amb eines casolanes, Leloir es va dedicar a estudiar el procés intern pel qual el fetge rep glucosa i produeix glucogen, el material de reserva energètica de l'organisme, i al costat de Mauricio Muñoz va assolir oxidar àcids grassos amb extractes de cèl·lules hepàtiques.
El 1970 fou guardonat amb el Premi Nobel de Química pel descobriment dels nucleòtids del sucre i la seva funció en la biosíntesi dels carbohidrats. La dotació econòmica del Premi Nobel fou cedida totalment a l'Insitut Campomar.
Posteriorment el seu equip es va dedicar a l'estudi de les glucoproteïnes, molècules de reconeixement de les cèl·lules, i va determinar la causa de la galactosèmia, una greu malaltia manifestada en la intolerància a la llet.

## Obra publicada
- 1934: Suprarrenales y Metabolismo de los hidratos de carbono
- 1940: Farmacología de la hipertensina
- 1943: Hipertensión arterial nefrógena
- 1963: Perspectives in Biology
- 1964: Renal Hipertensión
- 1965: In Vitro Synthesis of Particulate Glycogen
- 1967: Properties of Synthetic and Native liver Glycogen
- 1980: Presence in a plant of a compund similar to the dolichyl diphosphate oligosaccharide of animal tissue (R. J. Staneloni, M. E. Tolmasky, C. Petriella, R. A. Ugalde i L. F. Leloir), "Biochemical Journal"
- 1980: Lipid bound sugars in Rhizobium meliloti (M. E. Tolmasky, R. J. Staneloni, R. A. Ugalde i L. F. Leloir), "Archives of Biochemistry and Biophysics"
- 1981: Transfer of oligosaccharide to protein from a lipid intermediate in plants (R. J. Staneloni, M. E. Tolmasky, C. Petriella i L. F. Leloir), "Plant Physiology"
- 1982: Structural correspondence between an oligosaccharide bound to a lipid with the repeating unit of the Rhizobium meliloti (M. E. Tolmasky, R. J. Staneloni i L. F. Leloir), "Anales de la Asociación Química Argentina"
- 1982: N-glycosilation of the proteins (M. E. Tolmasky, H. K. Takahashi, R. J. Staneloni i L. F. Leloir), "Anales de la Asociación Química Argentina"
- 1983: Faraway and Long ago
- 1984: Lipid-bond Saccharides containing glucose and galactose in agrobacterium tumefaciens
- 1985: An Intermediail in Cyclic 1-2 Glucan Biosynthesis